# Cyanocorax affinis
La ghiandaia pettonero (Cyanocorax affinis Pelzeln, 1856) è un uccello passeriforme della famiglia dei corvidi.

## Etimologia
Il nome scientifico della specie, affinis, deriva dal latino e significa "simile a", in riferimento alla somiglianza fra questi uccelli e le specie congeneri dell'America Centrale.

## Descrizione

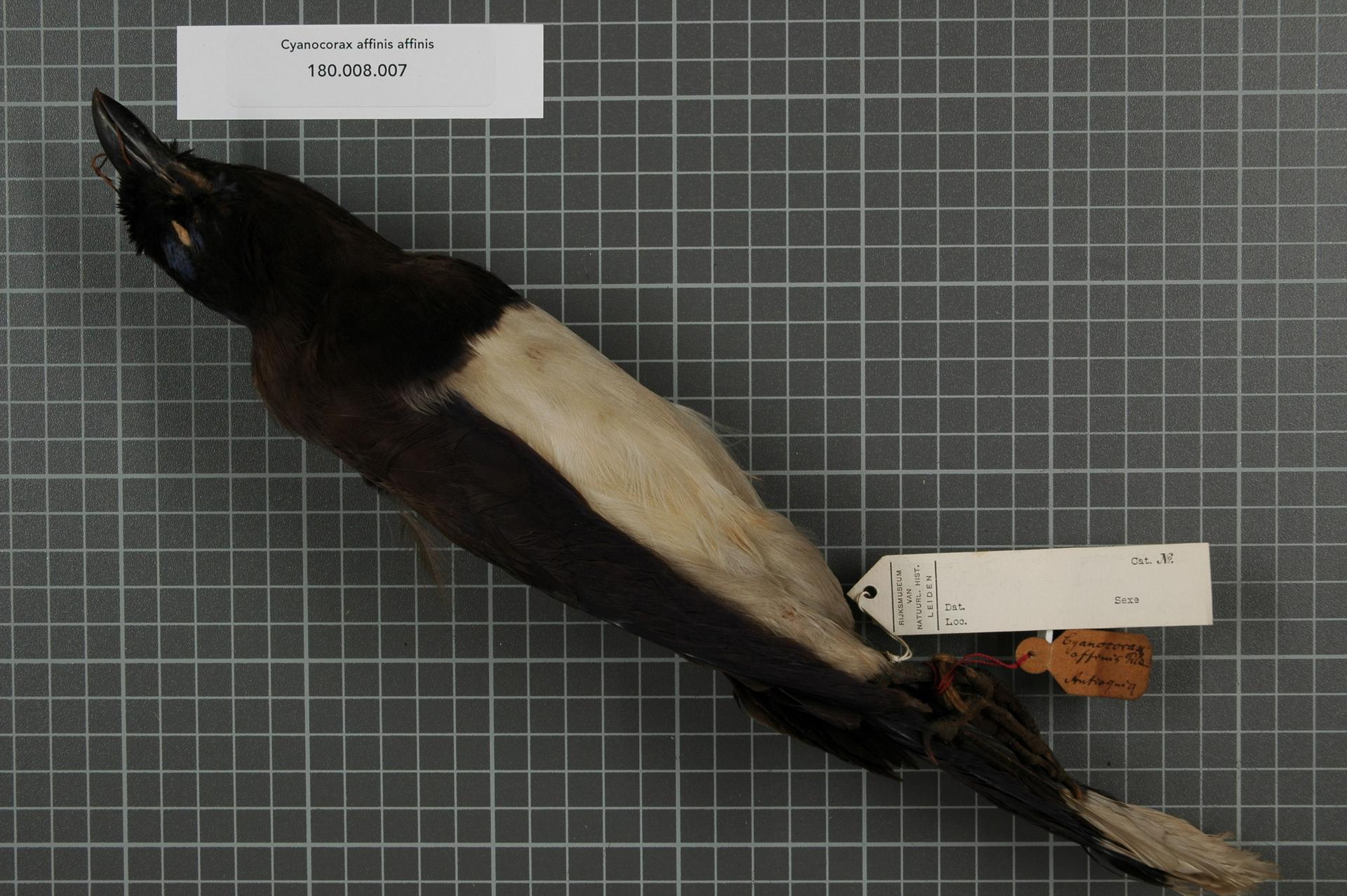
Veduta laterale di esemplare impagliato

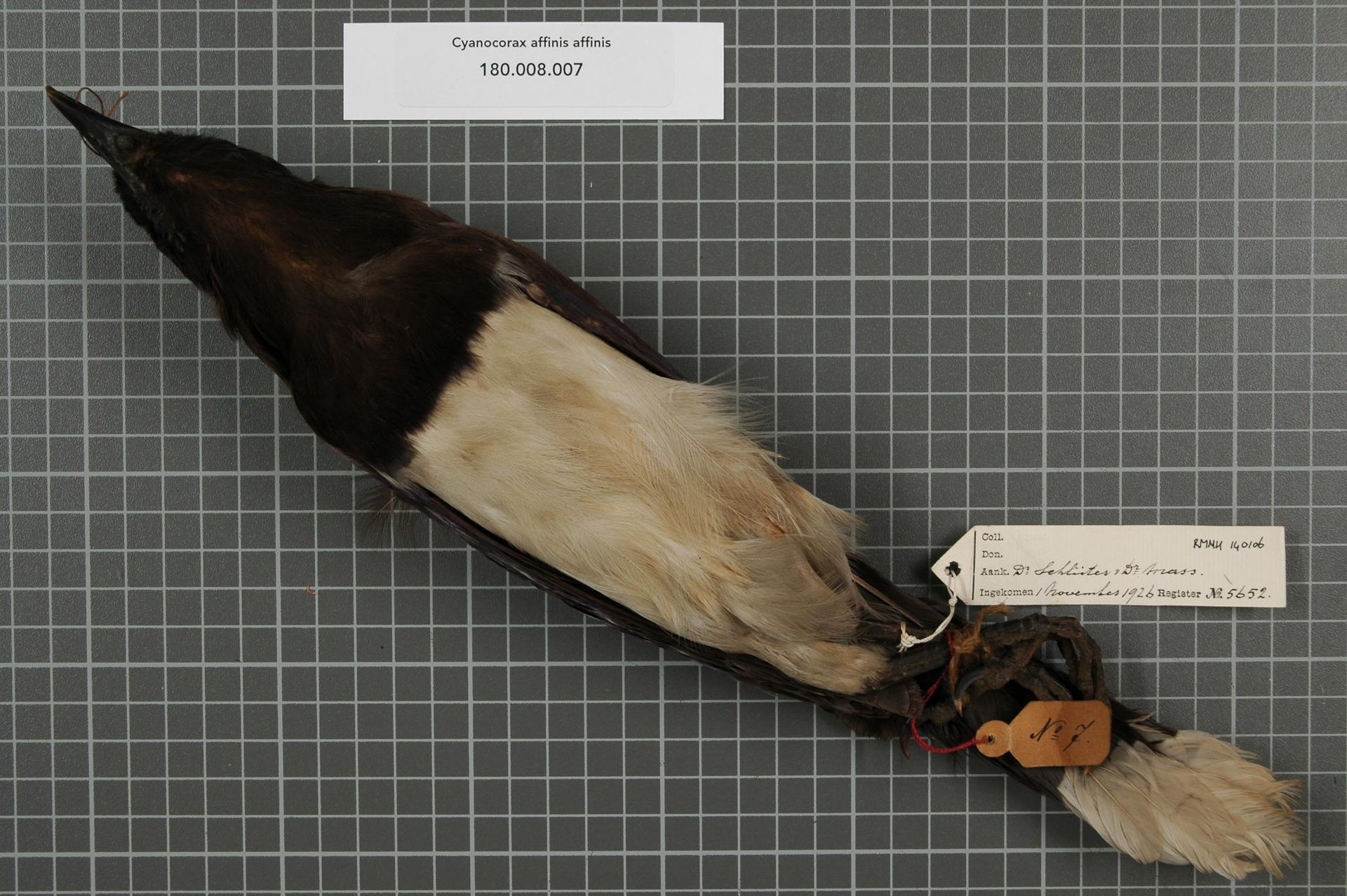
Veduta ventrale di esemplare impagliato

### Dimensioni
Misura 33-36 cm di lunghezza, per 194-232 g di peso.

### Aspetto
Si tratta di uccelli dall'aspetto tozzo e robusto, con grossa testa ovale e allungata, becco forte e conico non molto lungo dall'estremità lievemente adunca, grandi occhi, lunghe ali digitate, coda piuttosto allungata e forti zampe artigliate.
Il piumaggio si presenta di colore nero su testa, lati del collo, gola e (come intuibile dal nome comune) parte superiore del petto: nuca, spalle, ali e dorso sono di color grigio-malva, che sfuma nell'azzurro-bluastro su remiganti, copritrici, codione e coda, con quest'ultima che presenta punta di colore bianco-crema.

Dello stesso colore sono anche petto, fianchi, ventre e sottocoda, mentre sopracciglio, guancia e area basale della mandibola inferiore (a formare un mustacchio) sono di colore blu carico.
I due sessi presentano colorazione simile.
Il becco e le zampe sono di colore nero, mentre gli occhi sono di color bianco-giallino.

## Biologia
Si tratta di uccelli diurni e moderatamente gregari, che vivono in gruppi a base familiare di 3-8 individui, generalmente costituiti da una coppia riproduttrice e dai figli di una o due covate precedenti: i gruppi si muovono principalmente fra gli alberi e i cespugli, senza però fare problemi a scendere al suolo per reperire il cibo, facendo poi ritorno sul far della sera fra i rami degli alberi per passare la notte al riparo dei predatori.
Le ghiandaie pettonero sono uccelli molto chiassosi e vocianti: essi si tengono in contatto vocale quasi continuo fra loro, mediante una gran varietà di richiami, che vanno da fischi gravi a gracchi nasali, al quale questi uccelli devono il proprio nome comune di chau-chau in alcune aree della Colombia.

### Alimentazione

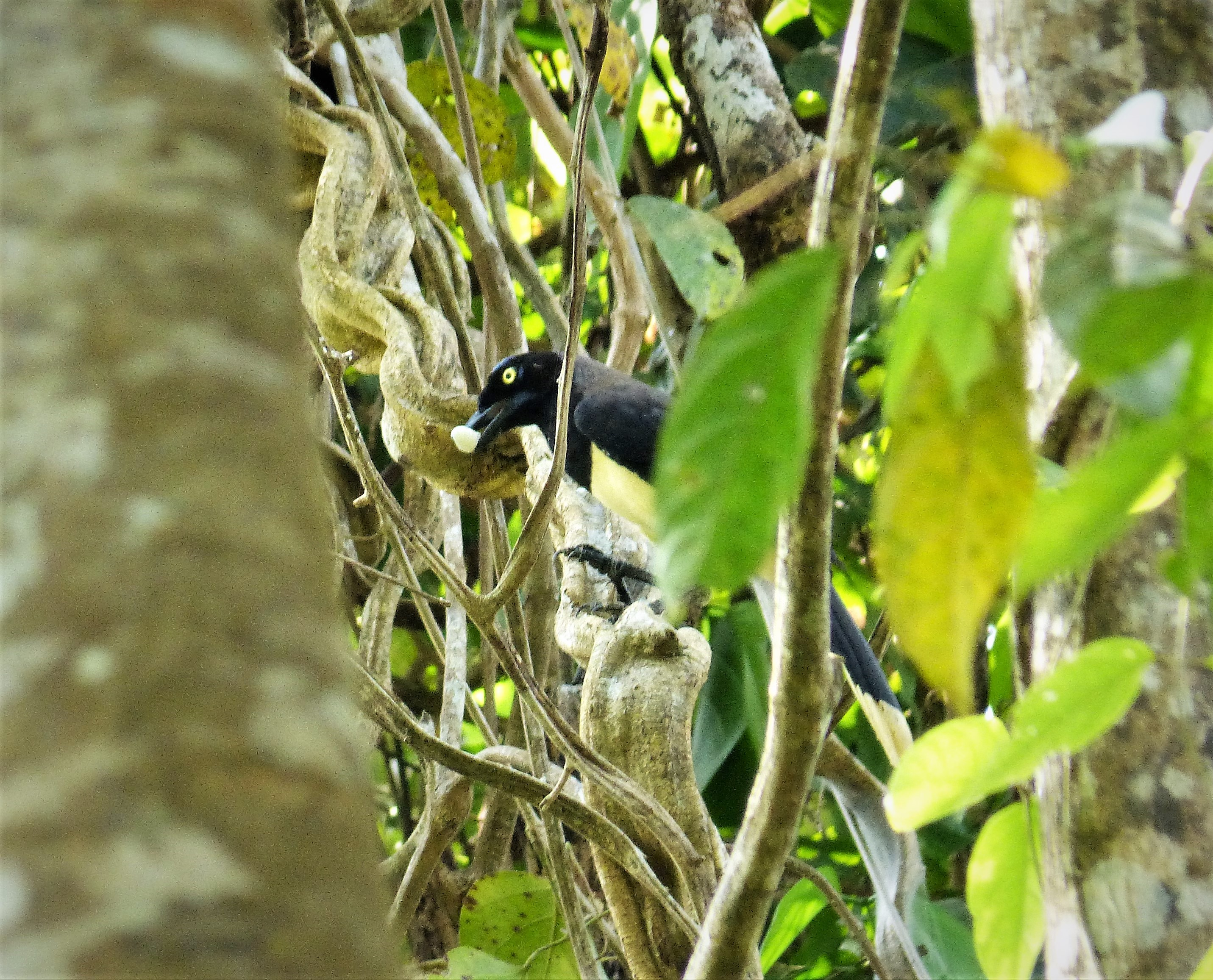
Esemplare si alimenta a Tortí

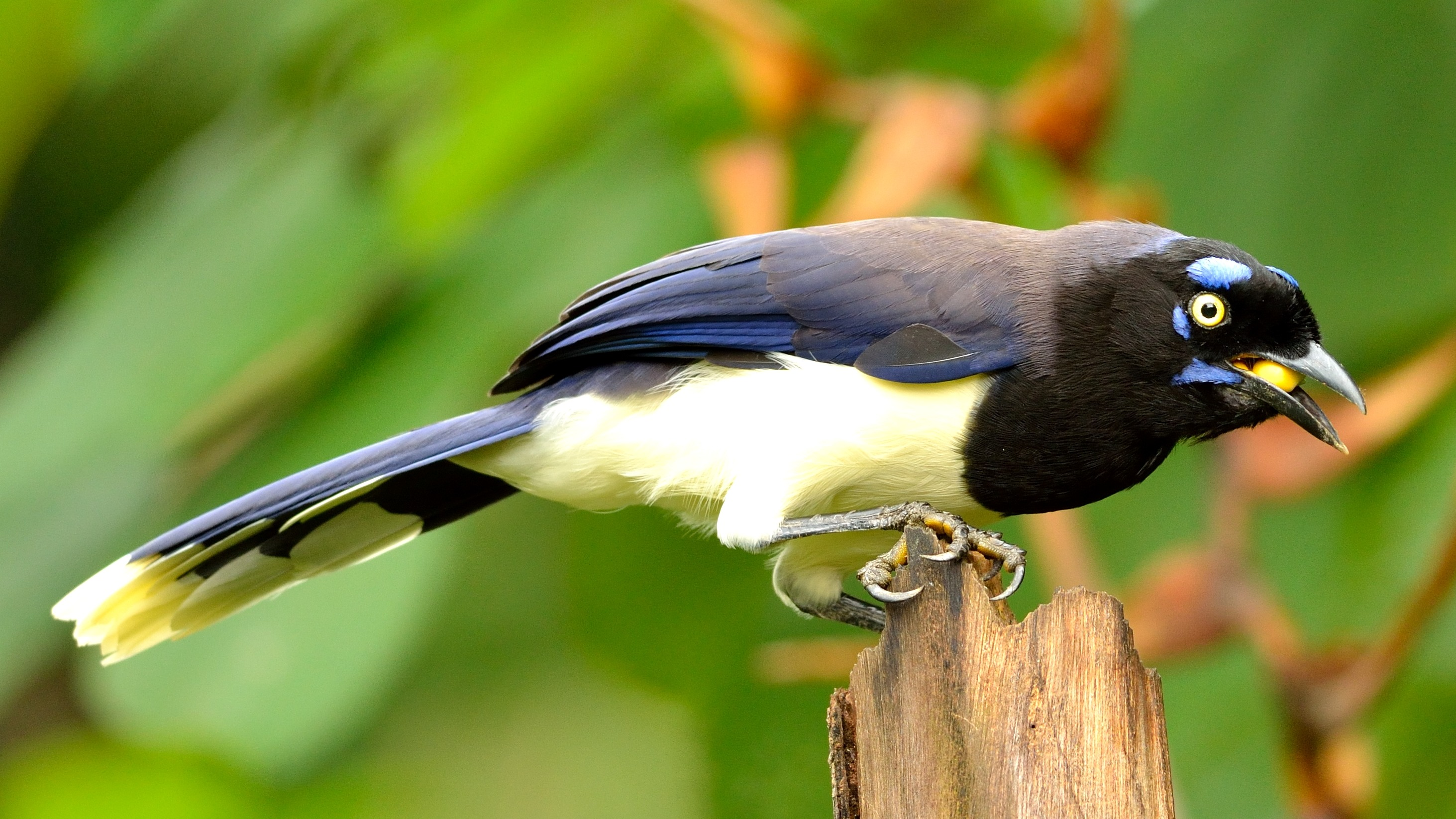
Esemplare si ciba in natura

La dieta della ghiandaia pettonero è tendenzialmente onnivora, con netta prevalenza della componente vegetale (costituita principalmente da bacche e frutta matura, nonché da granaglie e nettare) su quella animale (rappresentata fondamentalmente da insetti e altri invertebrati, nonché sporadicamente da piccoli vertebrati quali lucertole, gechi e raganelle).

### Riproduzione
Si tratta di uccelli monogami, che si riproducono fra gennaio e maggio: le coppie collaborano nella costruzione del nido (a coppa, edificato utilizzando rametti e fibre vegetali e foderando l'interno con materiale soffice) e nella cova (che viene portata avanti dalla sola femmina, col maschio che si occupa di reperire il cibo per sé e per la compagna, oltre che di tenere a bada i dintorni), mentre l'allevamento della prole vede la coppia riproduttrice coadiuvata dagli altri membri dello stormo (che in genere sono fratelli dei nuovi nidiacei nati nelle stagioni riproduttive precedenti).

## Distribuzione e habitat

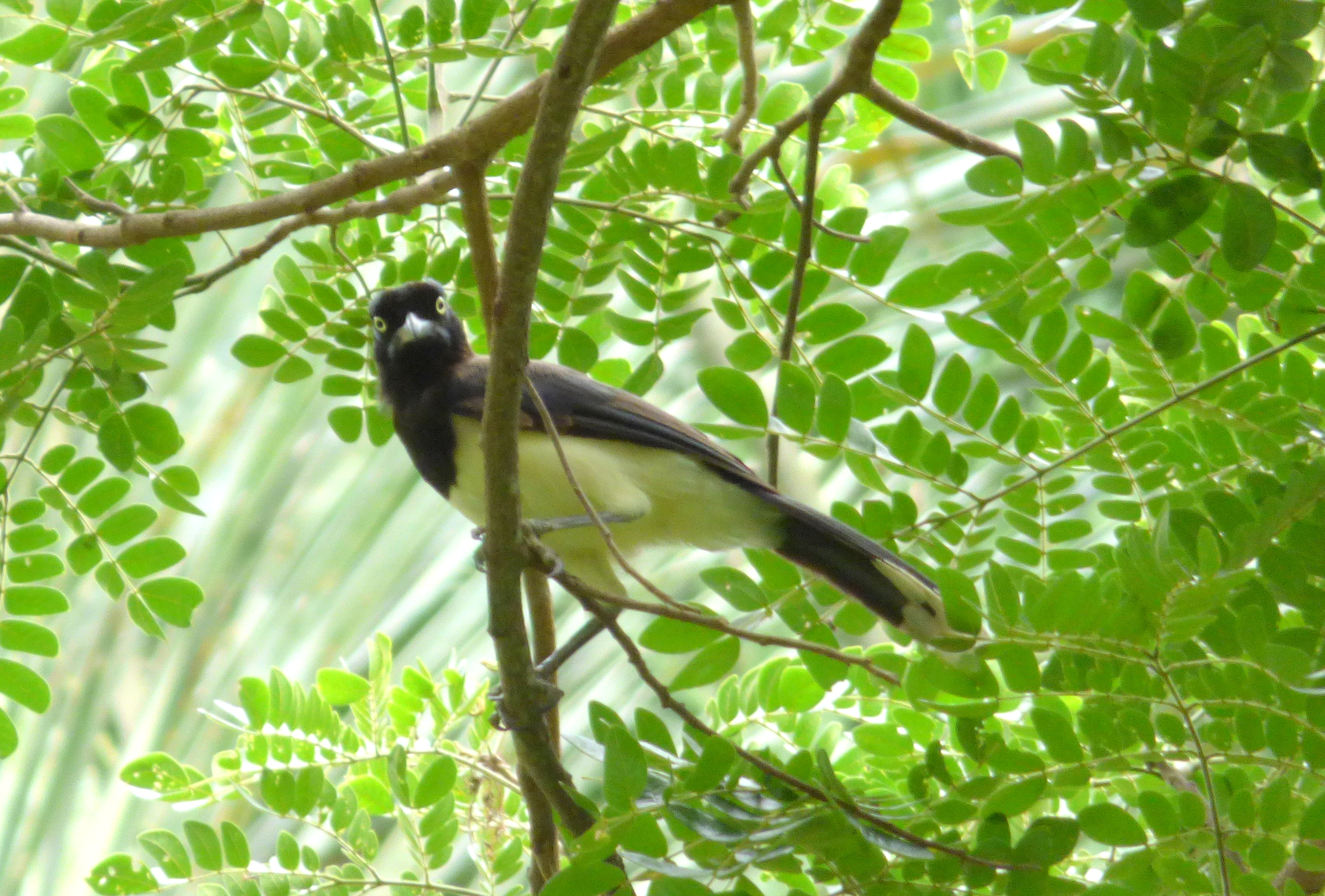
Esemplare ad Armenia

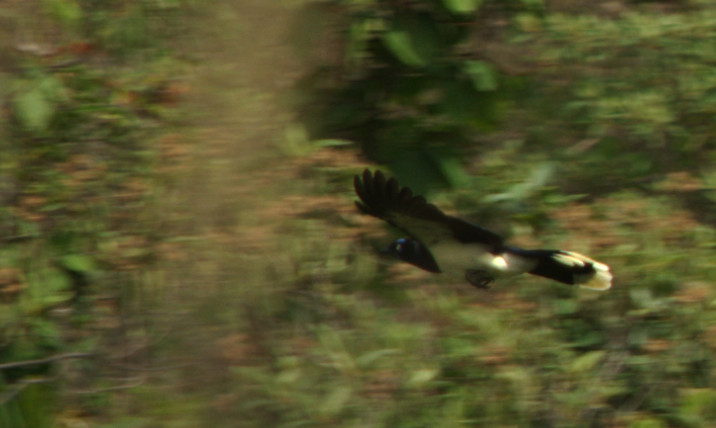
Esemplare in volo nei pressi di Ibagué

La ghiandaia pettonero è diffusa nel sud dell'America centrale e nel nord-ovest dell'America meridionale, occupando un areale che comprende le sponde caraibiche della Costa Rica sud-orientale, Panama (dove manca dalle aree centrali montuose), Colombia settentrionale e nord-occidentale (a sud fino ai dipartimento di Valle del Cauca e San Juan de Rioseco, anche qui mancando dalle Ande) e Venezuela nord-occidentale (stati di Zulia, Táchira, Mérida, Trujillo, Falcón e Lara occidentale).
L'habitat di questi uccelli è rappresentato da una varietà di aree alberate, con preferenza per la foresta arida e la foresta pluviale tropicale pedemontana fino a 2600 m di quota.

## Tassonomia
Se ne riconoscono due sottospecie:
- Cyanocorax affinis zeledoni Ridgway, 1899 - diffusa nella porzione settentrionale dell'areale occupato dalla specie, a suf fino al Darién;
- Cyanocorax affinis affinis Pelzeln, 1856 - diffusa nella porzione centro-meridionale e orientale dell'areale occupato dalla specie.